# Selvagem Pequena
Selvagem Pequena, littéralement « Petite Sauvage », est une île inhabitée faisant partie des îles Selvagens, archipel dépendant de la région autonome de Madère (Portugal) située dans l'océan Atlantique.

## Géographie
Selvagem Pequena est une île de faible altitude qui est entourée de récifs qui lui permettent de doubler sa superficie selon la marée. En plus des zones rocheuses, l'île possède également des dunes intérieures et dispose d'une plage de sable blanc. Elle a une superficie de seulement 20 hectares. Son point culminant est le Pico do Veado, une tête rocheuse de 49 mètres de haut sur la côte nord de l'île. Le Selvagem Pequena est situé à environ 300 kilomètres de l'île de Madère et à environ 160 des Canaries.

## Présence humaine
Il y a un phare actif et une station de surveillance de la réserve naturelle des îles Selvagens, qui sert à loger les gardiens qui y vont d'avril à novembre, une période où les conditions de la mer le permettent, car pendant l'hiver, cette île est presque inaccessible. Les gens qui sont allés dans cette île sont rares. Le premier président de la République du Portugal à s'y rendre était Aníbal Cavaco Silva, le 18 juillet 2013.

## Faune et flore
Selvagem Pequena et l'îlot de Fora possèdent une couverture végétale dans leur état naturel, puisque ces îles n'ont jamais subi l'introduction de plantes ou d'animaux, ce sont de véritables fenêtres du passé. Cette île contient neuf endémismes des onze qui existent dans le sous-archipel Selvagens.
Dans ce petit désert, il n'y a que des oiseaux de mer, qui se distinguent par la grande colonie d'Océanite frégate et de la nidification occasionnelle de la Sterne de Dougall  et de la Sterne fuligineuse.

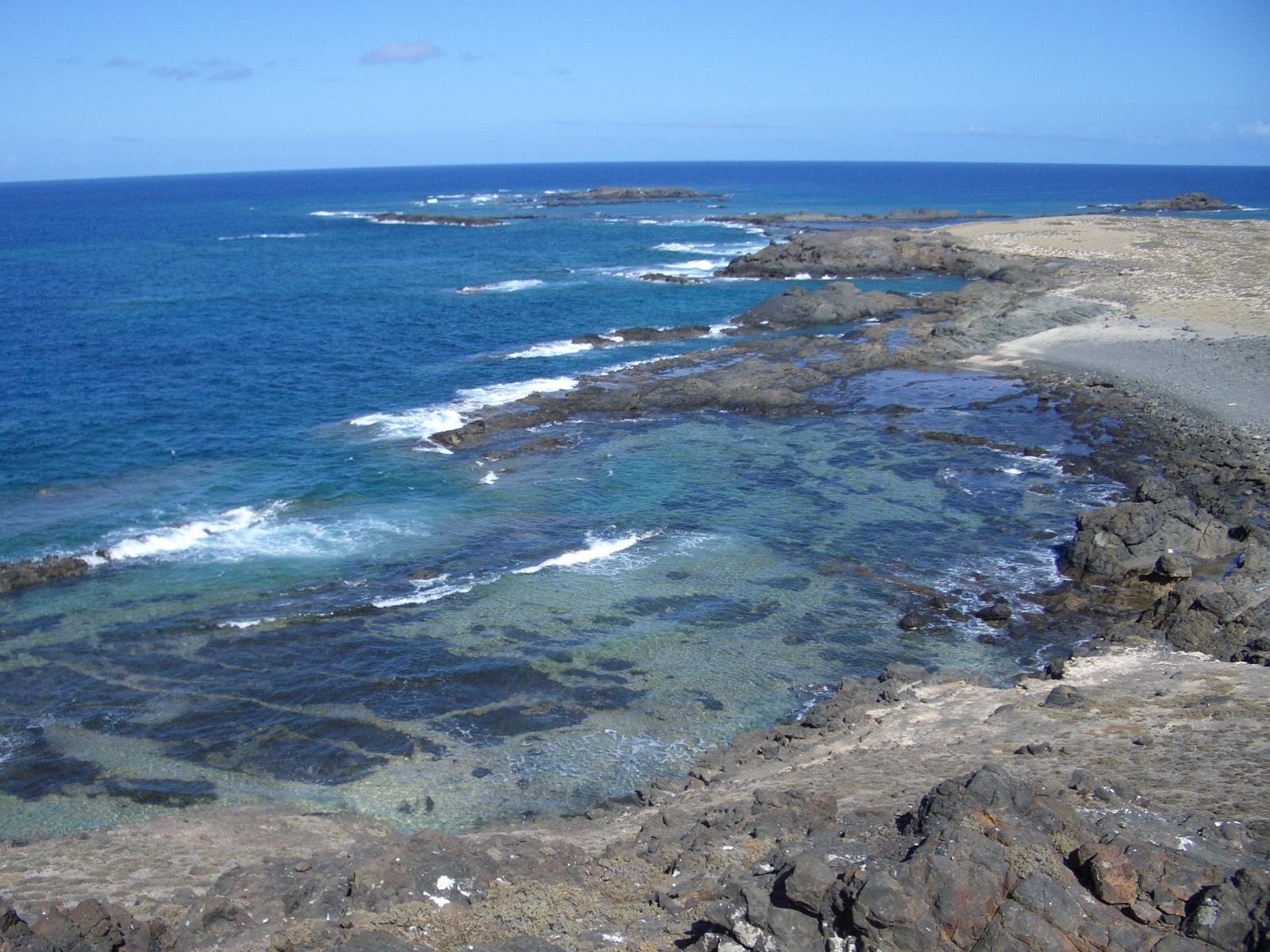
Vue du littoral de Selvagem Pequena.